# Каршияка
Каршияка (тур. Karşiyaka) — район в провінції Ізмір в Туреччині. Район простягається на дванадцять кілометрів уздовж північного та східного узбережжя краю Ізмірської затоки. Його центр знаходиться на відстані 6 км (4 милі) на північ від традиційного центру Ізміру. Район Каршияка межує з районами Менемен на півночі, Борнова на сході та Чигли на захід. Крім того, що Каршіака є активним центром комерційної, культурної, освітньої та туристичної діяльності, вона також має міську культуру, зосереджену на спортивному клубі Karşiyaka SK, який має велику та пристрасну фанатську базу.

## Геологія
Пізні формації навколо Ізміру складаються з блоків пісковика, сланцю та вапняку, деякі з яких можуть бути більше кількох кілометрів. Такі утворення, що зазвичай спостерігаються на пагорбах навколо регіону, є основними причинами опору на пагорбах. Крім того, спільноту неогенового віку можна легко оцінити за андезитовими сполуками вулканічного походження навколо Яманлар. До таких утворень можна віднести силізієві, алюмінієві, натрієві, лави з вмістом магнію, туфи та туфонаповнені лавові агломерати. Лава також містить червонувато-коричневі та зеленувато-сірі великі кристали польового шпату.

## Спорт
Каршияка С. К. Спортивний клуб Каршияка. Його також називають «KSK», по місцевому — Kaf Sin Kaf. Клуб має велику та дуже пристрасну фанатську базу. Вболівальники «Каршияки» люблять називати клуб «35 з половиною», щоб відрізнити себе від Ізміра, номерний знак якого 35. Хоча його футбольна команда наразі перебуває на четвертому рівні системи футбольних ліг Туреччини головним чином через фінансові проблеми, які клуб зіткнувся протягом останніх років, баскетбольна та волейбольна філії Karşıyaka S.K., відомі відповідно як Pınar Karşıyaka (за іменем своїх спонсорів) і Karşıyaka Women's Volleyball Team, є провідними суперниками у своїх сферах. Пінар Каршияка двічі вигравав чемпіонат Туреччини, двічі Кубок Президента Туреччини та Кубок Туреччини. Karşıyaka має запекле суперництво з Göztepe.

## Економіка
Каршияк тісно пов'язаний з торгівлею, будівництвом житлових будинків, освітою та літературою і є цінним районом для пенсіонерів не тільки в масштабах Ізміру, але і з усієї Туреччини в цілому. Загалом 220 тисяч житлових будинків становлять міську територію, а середньорічний приріст населення району становить 2,3 %. Територія району була майже повністю забудована, Каршіяк сьогодні діє в основному як житловий центр для робочої сили промисловості та сфери послуг Ізміру, які зазвичай їздять на роботу в сусідні Чиглі та Борнова, Алсанджак через затоку або навіть у більш віддалені місця, такі як Кемальпаша та Маніса .

## Адміністрація
Міська зона Каршияка розділена на 43 офіційно освічені квартали, і район також налічує два залежні села, Санджакли та Яманлар, остання з яких розташована недалеко від вершини однойменної гори, гори Яманлар, яка височить над Каршиякою та затокою. Каршіака — оплот соціал-демократів.
В даний час муніципалітетом управляє Джаміль Тугай з НРП (Народно-республіканська партія).

## Міста-побратими
- Пірон (Словенія);
- Кутаїсі (Грузія).